# Radar Lichtenstein
Pour les articles homonymes, voir radar (homonymie).
Le radar Lichtenstein était le nom de code d'une famille de radars aéronautiques embarqués allemands en usage au cours de la Seconde Guerre mondiale. Les radars Lichtenstein ont été produits dans au moins quatre versions, le FuG (Funk-Gerät, dispositif radioélectrique) 202 Lichtenstein B/C, le FuG 212 Lichtenstein C-1, le FuG 220 Lichtenstein SN-2 et le FuG 228 Lichtenstein SN-3.

## Mise au point
Le système a été développé par la compagnie Telefunken. La technologie disponible en Allemagne ne permettait pas des puissances importantes et ne permettait que l'utilisation de bandes de fréquences relativement basses dans la gamme VHF/UHF (entre 80 et 600 MHz). Aussi, Telefunken développa des systèmes embarqués nécessitant de grandes antennes, entre 60 et 115 cm selon les versions. La portée théorique de ces radars était selon les versions comprise entre 200 à 300 m et 8 à 10 km.
Quelle que soit la variante, les antennes étaient disposées sur 4 bras à l'avant de l'appareil. Selon leur mode de connexion, elles pouvaient donner une indication de hauteur relative ou de positionnement horizontal, ainsi qu'une mesure de distance. L'opérateur radar disposait d'un interrupteur pour basculer du mode horizontal au mode vertical mais ne disposait pas des deux informations en même temps.

### FuG 202 Lichtenstein B/C

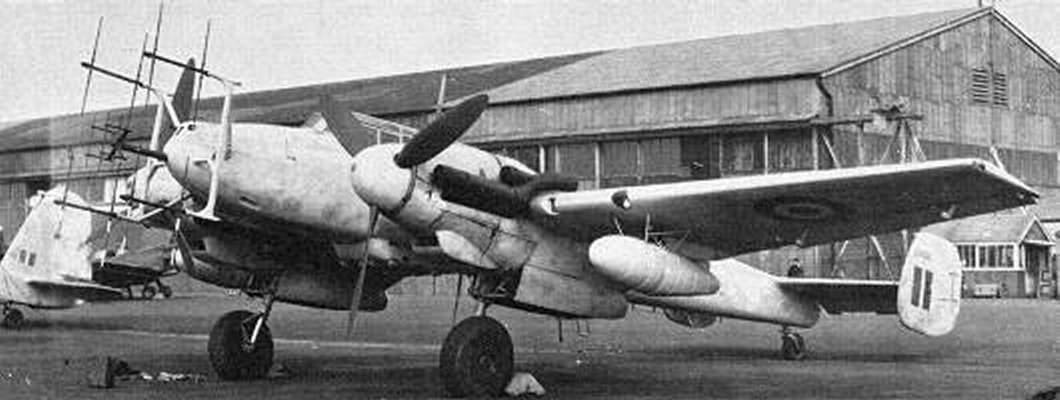
Un Bf 110 G-4 équipé du FuG 220 de première génération et du FuG 202 à courte portée.

Les premiers exemplaires du FuG 202 Lichtenstein B/C ne sont pas mis en service avant 1942. Leur puissance de sortie maximale est de 1,5 kW avec une longueur d'onde de 75 cm, soit 490 MHz dans le bas de la bande UHF. L'ensemble nécessite un groupement d'antennes complexe appelé « Matratze » (matelas) qui comprend 32 dipôles arrangés en quatre groupes de huit dipôles, chaque groupe étant fixé sur un mât dirigé vers l'avant.

### FuG 212 Lichtenstein C-1
Au cours de l'année 1943 le Lichtenstein B/C est modifié et prend le nom de FuG 212 Lichtenstein C-1 avec une plus grande portée, un angle de vue élargi et opérant toujours sur les fréquences 420 à 480 MHz en utilisant le système d'antennes Matratze. Parallèlement, les Britanniques deviennent de plus en plus experts dans l'art du brouillage des radars allemands. En avril 1943 un chasseur de nuit Ju 88 R-1, Werknummer 360 043, passe à l'ennemi et atterrit en Écosse, permettant ainsi de saisir, pour la première fois, un radar allemand en état de marche. L'avion lui–même existe toujours. Cette prise a permis d'améliorer considérablement le système de contremesure Window (appelé Düppel par la Luftwaffe, du nom de la ville où il a été découvert) et le Lichtenstein B/C est devenu pratiquement inutilisable pendant plusieurs semaines cruciales.

### FuG 220 Lichtenstein SN-2

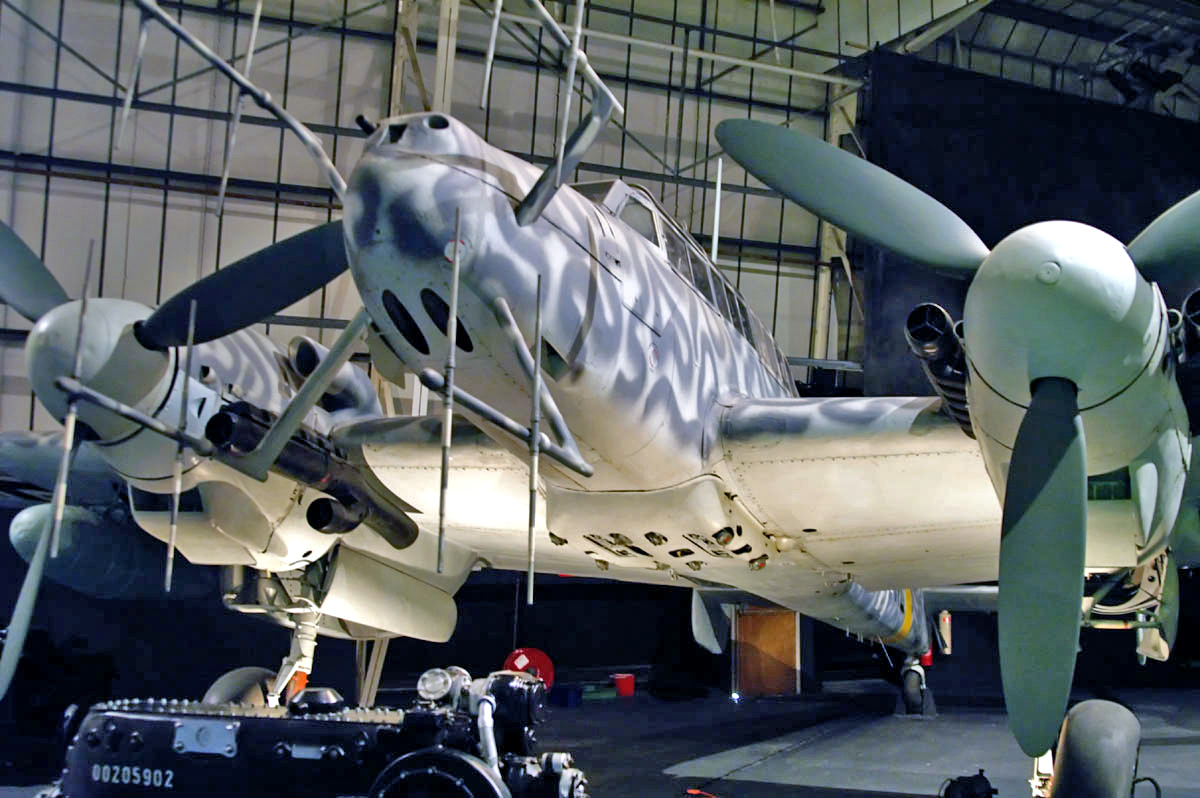
Un Bf 110 G-4 au musée de la RAF à Hendon avec un FuG 220 de deuxième génération et ses antennes Hirschgeweih sans le FuG 202 à courte portée.

Vers la fin de 1943, la Luftwaffe commença à mettre en service le FuG 220 Lichtenstein SN-2 qui opérait sur une longueur d'onde plus longue située dans le bas de la bande VHF (90 MHz) qui est bien moins sensible au brouillage électronique, mais qui nécessite des antennes sensiblement plus grandes, les Hirschgeweih (bois de cerf). Ces nouvelles antennes ne comportent que huit dipôles et ressemblent à une version agrandie de l'extrémité des antennes Matratze. Ce dispositif créait une trainée très importante et ralentissait l'avion de près de 50 km/h (30 nœuds).
La portée minimale du premier SN-2 était trop élevée, de l'ordre de 500 m, ce qui laissait un espace beaucoup trop important sans couverture radar en avant de l'avion. Les ingénieurs allemands ont alors décidé de conserver à bord un équipement B/C ou C-1 modifié — avec ses quatre mâts d'antennes Matratze — faisant office de radar à courte portée. La traînée trop importante des deux ensembles a fait opter pour un équipement Fug 202 réduit à un seul mât, sur les quatre, qui est situé au centre du nez de l'avion. Les améliorations survenues au printemps 1944 ont permis de réduire considérablement la portée minimale des nouveaux SN-2 si bien que l'ancien équipement radar UHF FuG 202 a pu être totalement supprimé.
Au mois de juillet 1944, la nouvelle version du SN-2 tombe aux mains des Alliés lorsqu'un Ju 88 G-1 prend une balise d'atterrissage dans le mauvais sens et se retrouve par erreur sur la base militaire britannique RAF Woodbridge sans que l'équipage ne s'en aperçoive. Lorsqu'ils réalisent leur erreur, il est trop tard pour détruire le radar de bord ou l'IFF. Ceci a permis de collecter les informations nécessaires pour brouiller efficacement plusieurs des bandes de fréquence du FuG 220 (bandes I à III, soit 72, 81 et 90 MHz), mais beaucoup d'autres bandes restent opérationnelles. À la suite du brouillage par les Alliés, les groupements d'antennes du FuG 220 ont été améliorés et les dipôles verticaux ont été modifiés pour obtenir une polarisation en diagonale à 45 degrés.

## Améliorations à la fin de la guerre
À la fin de l'année 1944, les Allemands ont mis en service l'antenne Morgenstern (étoile du matin) qui comprenait trois ensembles de deux dipôles croisés à 90° par groupe, et dont chacun des ensembles est composé d'éléments de longueur croissante de l'avant vers l'arrière disposés sur un mât central dirigé vers l'avant. Le tout était suffisamment petit pour être logé dans le nez d'un Ju 88 recouvert d'un cône de bois. De nouvelles améliorations ont conduit à l'ensemble radar FuG 228 Lichtenstein SN-3, mais il semble qu'il ait été très peu utilisé, voire pas du tout.
Un système opérant sur une longueur d'onde de 9 cm, appelé FuG 240 Berlin, a été mis au point à partir de radars équipés de magnétrons à cavités pris aux Alliés. Vingt-cinq exemplaires auraient été fabriqués et testés à bord de Ju 88. Mais cet ensemble n'a probablement pas connu de déploiement opérationnel. Ce radar, comparable aux radars actuels, utilisait une antenne parabolique à la place des grands dipôles polarisés des Lichtenstein. L'antenne pouvant être cachée derrière un dôme de contreplaqué, les performances de l'avion étaient augmentées de 50 km/h. Grâce à l'utilisation de magnétron, technologie alors inconnue en Allemagne, il était possible de réduire la longueur d'onde du radar, donc de l'antenne, tout en augmentant la puissance et la portée du dispositif dans un ratio de 1 à 7.

## Contre–mesures alliées
Les Alliés savent à la fois brouiller et poursuivre les premiers FuG 202 et 212 mis en œuvre à l'été 1943. Pendant plusieurs mois au cours de cette période, ils rendent ces systèmes pratiquement inutilisables en les « aveuglant » à l'aide du dispositif windows, aujourd'hui connu comme paillettes de contre-mesures (chaff en anglais). Pour ce qui est de brouiller les SN-2, il a fallu plus de temps, mais les Alliés y sont parvenus à la fin de 1944 ou au tout début de 1945. Les Alliés ont également mis au point un équipement beaucoup plus dangereux pour l'ennemi nommé Serrate qui — embarqué sur des Mosquito intruders — permettait de traquer et de poursuivre les chasseurs de nuit allemands en détectant les émissions de leurs Lichtenstein B/C, C-1 ou SN-2.
Une manœuvre aérienne appelée corkscrew (tirebouchon) a été inventée pour extraire les bombardiers lourds du cône de couverture de 60° du radar Lichtenstein des avions de chasse en combat de nuit. La technique a été mise au point en utilisant le tout premier modèle de radar Lichtenstein UHF qui était à bord du Ju 88 R1 qui avait atterri à RAF Dyce en avril 1943, à la suite de la défection de son équipage (Notamment Herbert Schmid (en)). Cet appareil a également servi aux tests menés par l'unité d'évaluation des avions ennemis de la RAF No. 1426 Flight surnommée la Rafwaffe.

## Source
- (en) Cet article est partiellement ou en totalité issu de l’article de Wikipédia en anglais intitulé « Lichtenstein radar » (voir la liste des auteurs).